# Draško Nenadić
Draško Nenadić (Belgrado, 15 de febrero de 1990) es un jugador de balonmano serbio que juega de lateral izquierdo en el Club Balonmano Huesca. Es internacional con la selección de balonmano de Serbia. Es hermano del también balonmanista 
Petar Nenadić.
En España ha jugado en el Club Balonmano Granollers y en el BM Guadalajara.

## Palmarés

### Estrella Roja
- Liga de Serbia de balonmano (1): 2008

### Flensburg
- Liga de Campeones de la EHF (1): 2014
- Copa de Alemania de balonmano (1): 2015

### Füchse Berlin
- Copa EHF (1): 2018

### Celje
- Liga de balonmano de Eslovenia (1): 2019

## Clubes
- Estrella Roja (2007-2010)
- BM Granollers (2010-2012)
- BM Guadalajara (2012-2013)
- SG Flensburg-Handewitt (2013-2015)
- HSV Hamburg (2015-2016)
- Füchse Berlin (2017)[2]
- Bjerringbro-Silkeborg (2018)
- RK Celje (2018-2019)
- BM Granollers (2019-2020)
- Coburg 2000 (2020-2021)
- Estrella Roja (2021-2025)
- Club Balonmano Huesca (2025- )[3]